# Ribadiso
Ribadiso ist ein Ort am Jakobsweg in der Provinz A Coruña der Autonomen Gemeinschaft Galicien. Administrativ gehört er zur Gemeinde Arzua.
Der Ort ist eine von der Viehwirtschaft geprägte Streusiedlung. Das heißt, bei geringer Bevölkerung (9 Ew. / 2011) gibt es eine relativ große territoriale Ausdehnung und eine Gliederung in drei Teile mit ortsbestimmten Namen: 
- Ribadiso de Baixo (Nieder-R.),
- R. de Riba (Ober-R.) und
- R. de Carretera (R. an der Landstraße).

Für Ribadiso de Baixo wird die Höhe mit 300 m angegeben.

## Geschichte
Die Relevanz, die der Ort für die Jakobswallfahrt hatte und neuerdings wieder hat, lässt sich daran ablesen, dass es hier im 15. Jahrhundert die Pilgerherberge San Antón de Ponte de Ribadiso gab. Sie lag direkt neben einer alten Steinbrücke über den Río Iso aus dem 14. Jahrhundert. Die alten Gebäude wurden in den 1990er Jahren wiederhergestellt und dienen jetzt erneut als Pilgerherberge.

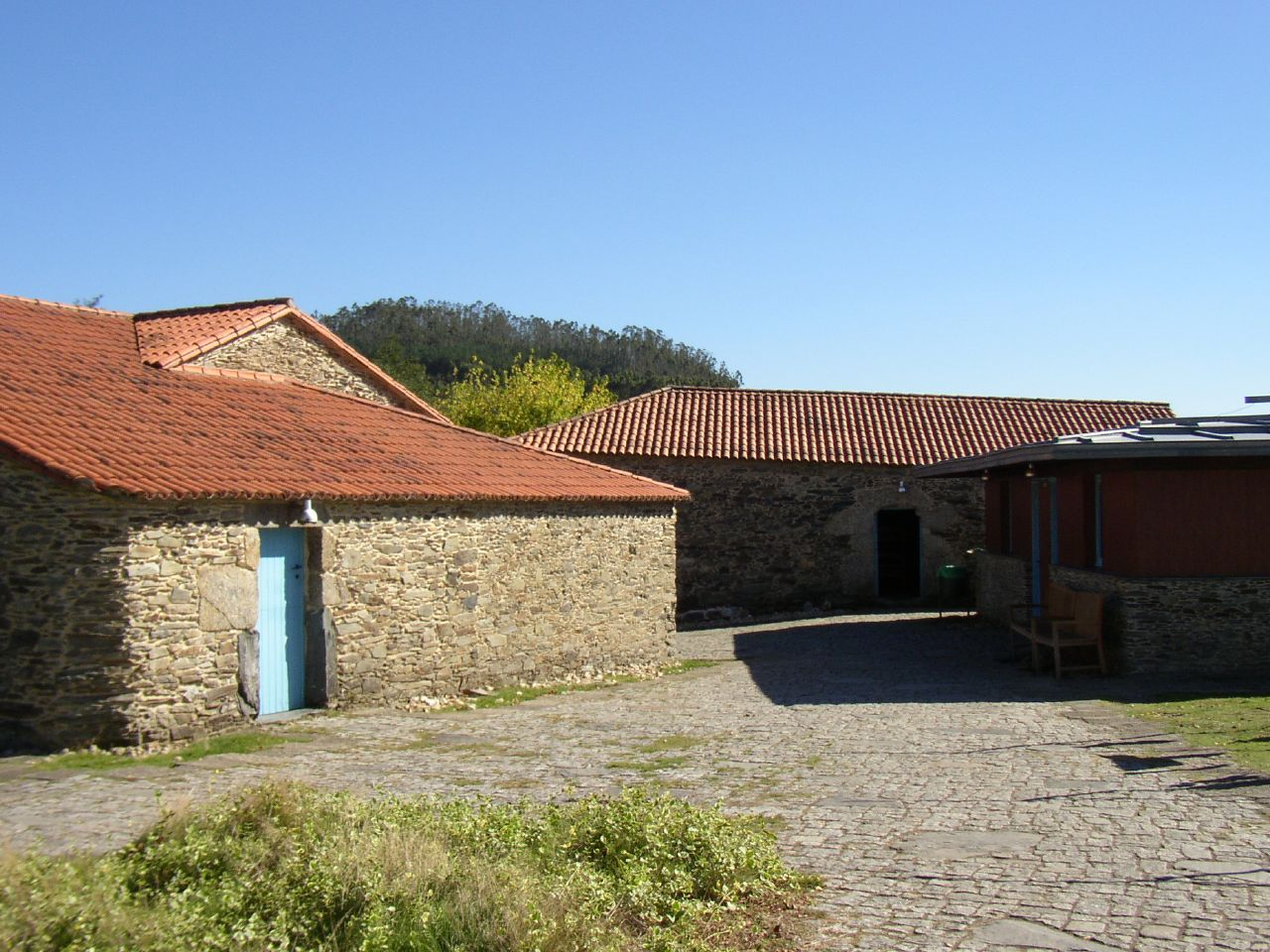
Die wiederhergestellte Herberge von Ribadiso da Baixo
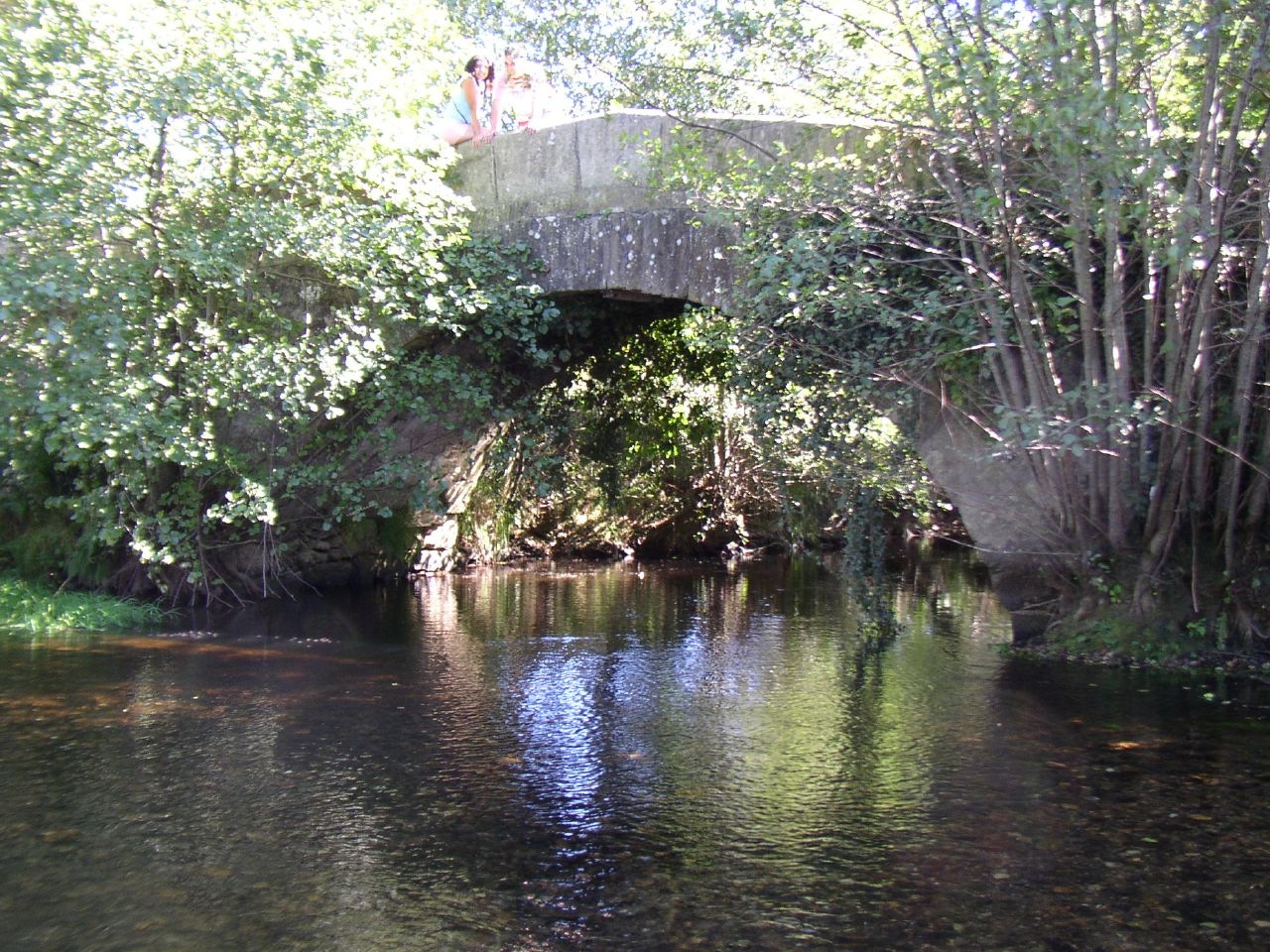
Mittelalterliche Brücke über den Río Iso
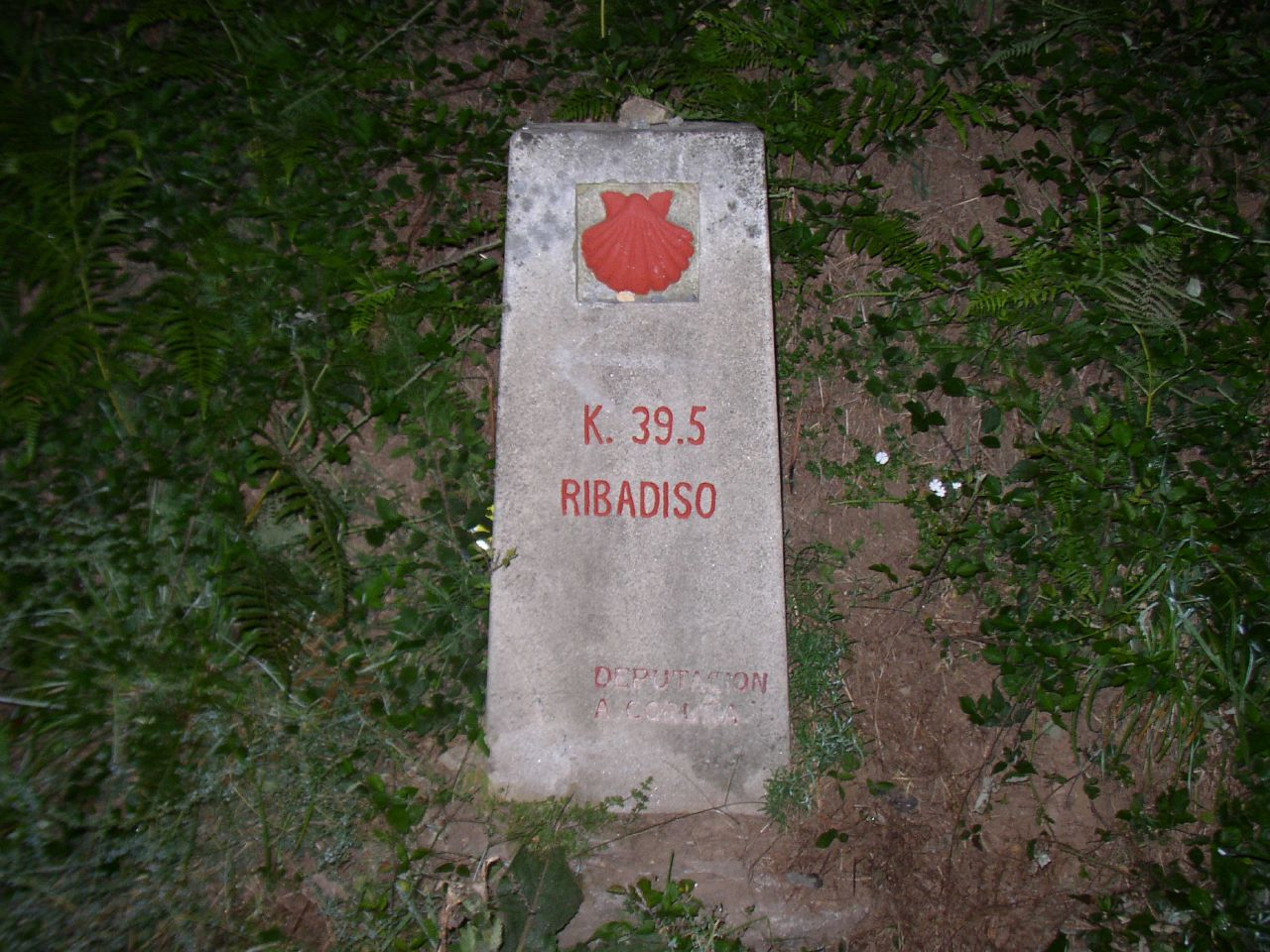
Kilometerstein in Ribadiso mit Angabe der Entfernung nach Santiago de Compostela